# Israel Premier Tech Academy
Das Team Israel Premier Tech Academy ist ein israelisches Radsportteam mit Sitz in Tel Aviv.
Das Team wurde zur Saison 2020 unter dem Namen Israel Cycling Academy als offizielles Nachwuchsteam des UCI WorldTeams Israel Start-Up Nation gegründet und als UCI Continental Team lizenziert. Seit der Saison 2023 fährt es unter dem aktuellen Namen.

## Saison 2025
Mannschaft
| Teamkader 2025          | Teamkader 2025     | Teamkader 2025         | Teamkader 2025                          |
| Name                    | Geburtsdatum       | Land                   | Vorheriges Team                         |
| ----------------------- | ------------------ | ---------------------- | --------------------------------------- |
| Dylan Bibic             | 3. August 2003     | Kanada                 | Premier Tech U23 Cycling Project (2022) |
| Patrick Casey           | 21. März 2006      | Irland                 |                                         |
| Samuel Coleman          | 15. Januar 2006    | Irland                 |                                         |
| Roei Edinger            | 9. Mai 2006        | Israel                 |                                         |
| Emry Faingezicht        | 11. Februar 2003   | Israel                 |                                         |
| Alvaro Garcia Gimenez   | 6. April 2005      | Spanien                |                                         |
| Brady Gilmore           | 14. April 2001     | Australien             | ARA-Skip Capital (2024)                 |
| Moritz Kretschy         | 12. Mai 2002       | Deutschland            | Rad-Net Oßwald (2023)                   |
| Karl Kurits             | 14. Juni 2005      | Estland                |                                         |
| Daniel Lima             | 12. Dezember 2004  | Portugal               |                                         |
| Pau Martí               | 24. November 2004  | Spanien                |                                         |
| Viggo Moore             | 5. August 2004     | Vereinigte Staaten     |                                         |
| Matar Peretz Hardeball  | 6. Oktober 2005    | Israel                 |                                         |
| Finlay Tarling          | 2. Oktober 2006    | Vereinigtes Königreich | Willebrord Wil Vooruit (2024)           |
| Rotem Tene              | 30. März 2001      | Israel                 |                                         |
| Luke Valenti            | 5. Juni 2004       | Kanada                 | Team Ecoflo Chronos (2023)              |
| Floris Van Tricht       | 23. Juni 2001      | Belgien                | EFC-L&R-Van Mossel (2023)               |
| Jens Verbrugghe         | 23. September 2004 | Belgien                | Équipe continentale Groupama-FDJ (2024) |
| Kiaan Watts             | 27. Juli 2001      | Neuseeland             | AT85 Pro Cycling (2023)                 |
| Euan Woodliffe          | 18. Januar 2004    | Vereinigtes Königreich | AT85 Pro Cycling (2023)                 |
|                         |                    |                        |                                         |
| Quelle: ProCyclingStats |                    |                        |                                         |

Erfolge
| Siege | Siege  | Siege | Siege  | Siege  | Siege |
| Datum | Rennen | Staat | Klasse | Sieger |       |
| ----- | ------ | ----- | ------ | ------ | ----- |

## Erfolge pro Saison
| Rennserie                 | 2020 | 2021 | 2022 | 2023 | 2024 |
| ------------------------- | ---- | ---- | ---- | ---- | ---- |
| UCI ProSeries             | -    | -    | -    | -    | -    |
| UCI Continental Circuits  | 1    | 2    | 4    | 2    | 4    |
| nationale Meisterschaften | -    | 2    | 2    | 5    | 3    |

## Platzierungen in der UCI-Weltrangliste
| World Ranking | World Ranking | World Ranking        | World Ranking |
| Jahr          | Teamwertung   | Einzelwertung        |               |
| ------------- | ------------- | -------------------- | ------------- |
| 2020          | 136.          | Daniel Turek (528. ) |               |
| 2021          | 93.           | Oded Kogut (687. )   |               |
| 2022          | 91.           | Derek Gee (696. )    |               |
| 2023          | 62.           | Oded Kogut (452. )   |               |
| 2024          | 36.           | Pau Martí (1016. )   |               |
|               |               |                      |               |
| Quelle: UCI   |               |                      |               |